# Axel Lindström
Axel Lindström (i riksdagen kallad Lindström i Råneå), född 11 februari 1859 i Råneå, död där 12 december 1930, var en svensk lantbrukare och politiker (socialdemokraterna). 
Axel Lindström var riksdagsledamot i andra kammaren för Norrbottens läns norra valkrets 1914-1917.